# شيفروليه كوبالت
شيفروليه كوبالت هي سيارة عائلية صغيرة بمحرك أمامي ذي دفع أمامي من صناعة جنرال موتورز أنتجت في 2004 وتوقف إنتاجها في 2009 م. ثم أعيد إنتاجها في البرازيل في عام 2011 للسوق البرازيلية ولا زالت تصنع إلى الوقت الحاضر.

## معرض صور

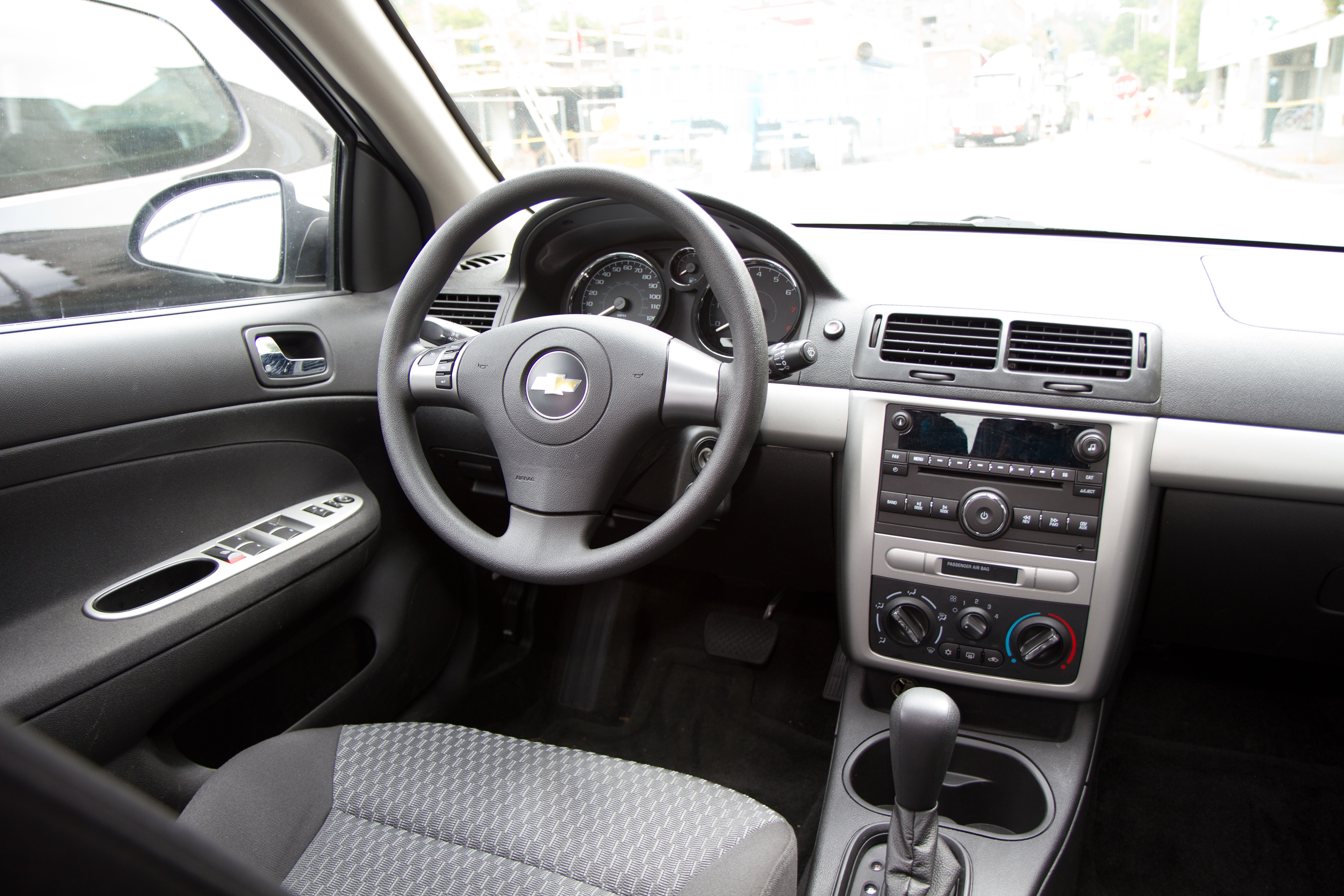
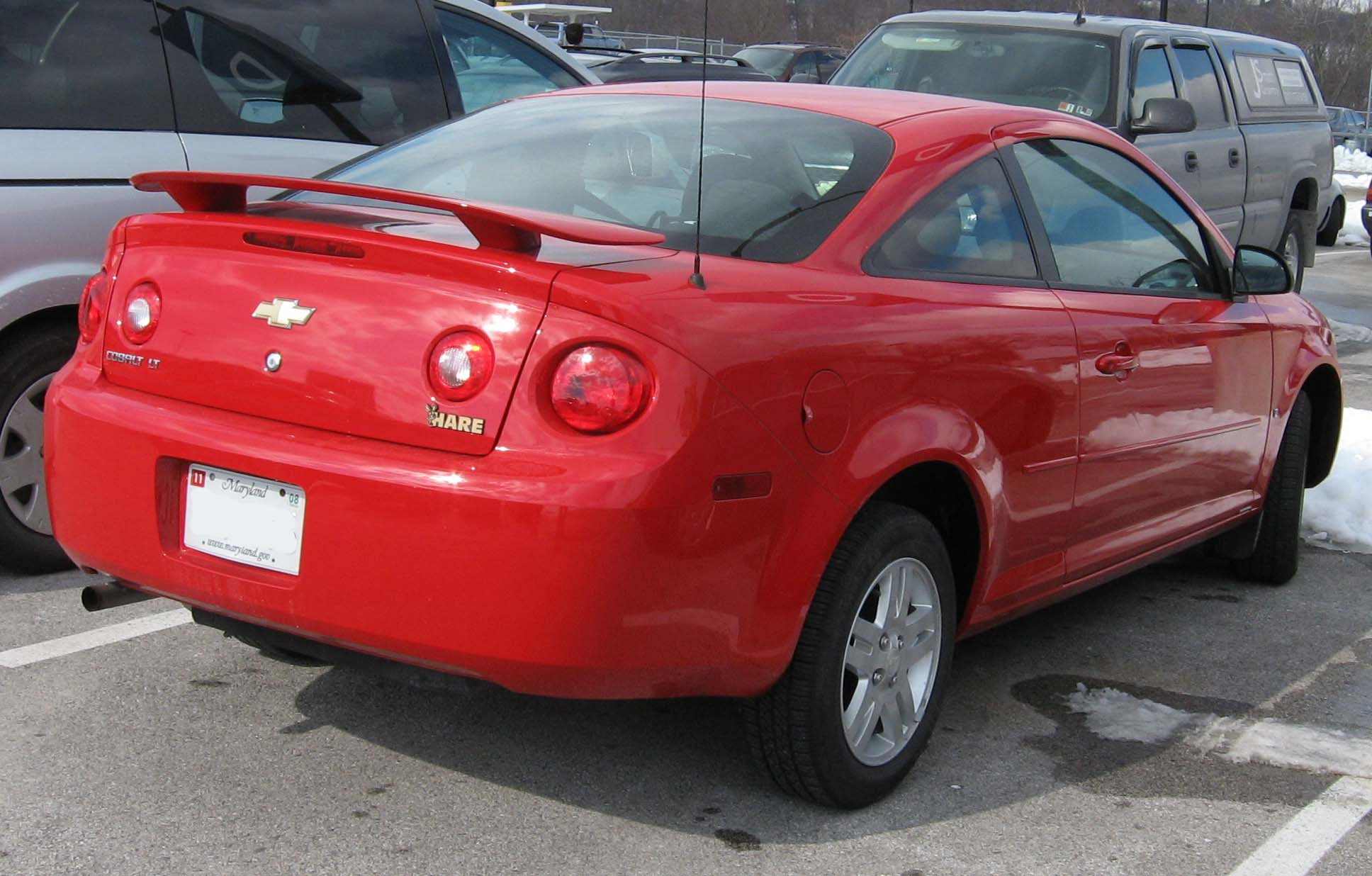
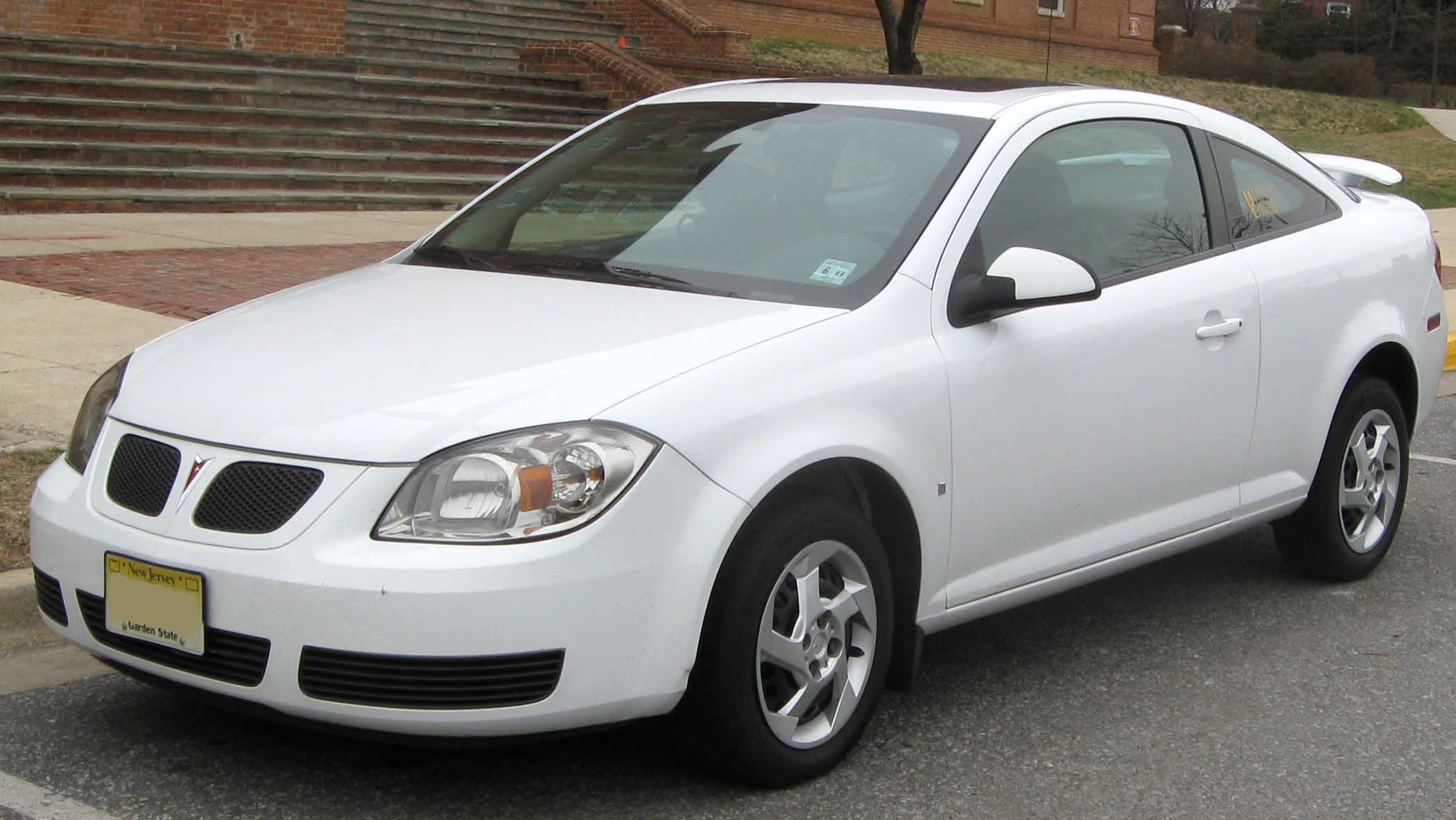
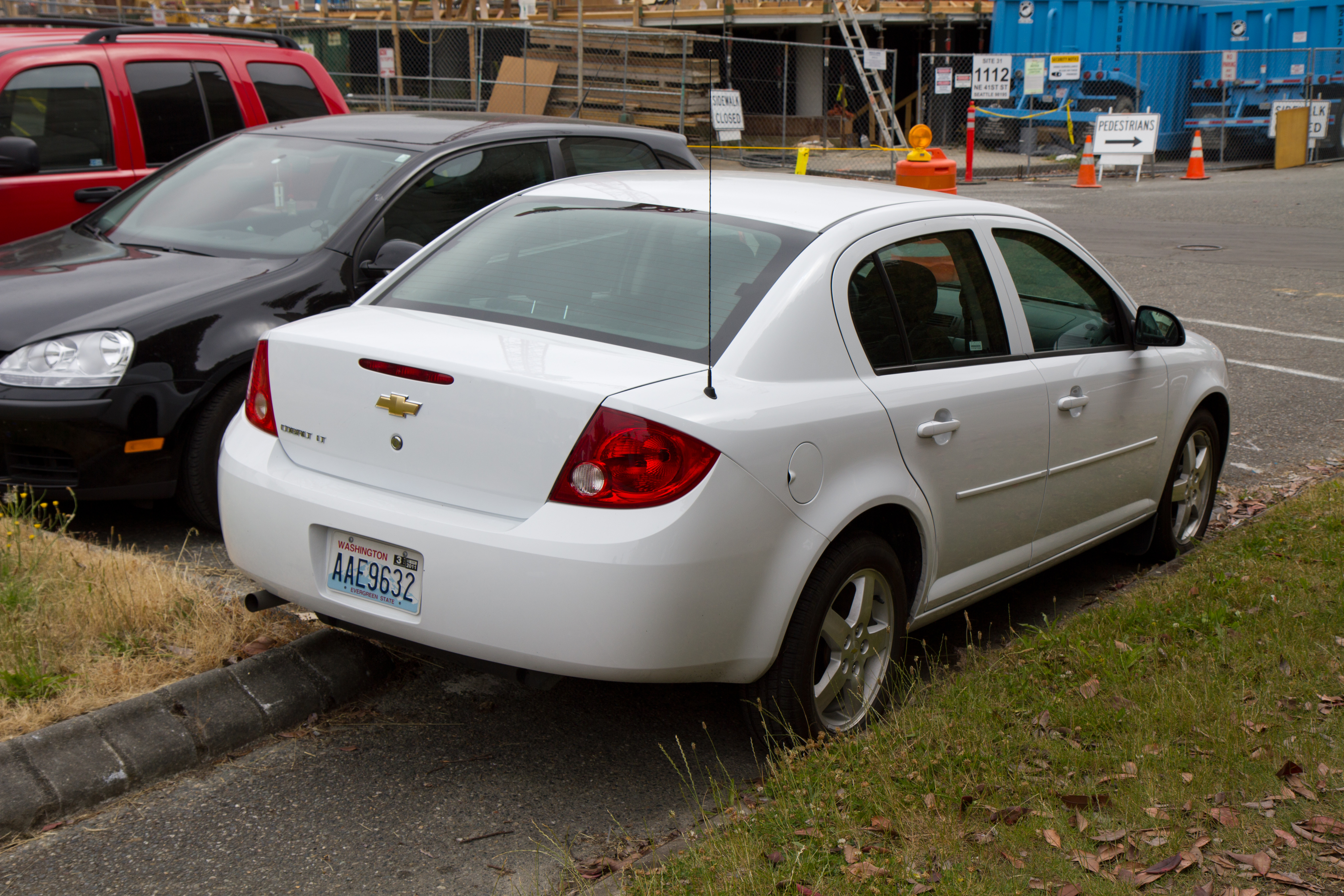